# Della Moore
 (décembre 2016).
Si vous disposez d'ouvrages ou d'articles de référence ou si vous connaissez des sites web de qualité traitant du thème abordé ici, merci de compléter l'article en donnant les références utiles à sa vérifiabilité et en les liant à la section « Notes et références ».
Della Moore (1880-1926?), aussi connue sous le nom d'Annie Rogers ou Maude Williams, est une prostituée des dernières années de la Conquête de l'Ouest, connue pour être la petite amie du hors la loi Harvey Logan (Kid Curry), qui a fréquenté le gang de la Wild Bunch de Butch Cassidy.

## Jeunesse et vie avec Kid Curry
On sait peu de choses sur les premières années de Della Moore. Elle est censée être née vers 1880, au Texas, près d'El Paso. Jolie, de petite corpulence, elle a commencé à travailler dans les bordels de San Antonio vers l'âge de 15 ans. En 1899, elle travaille dans le célèbre bordel de Fannie Porter, rencontre et commence une relation avec Curry autour de la mi-1898. Elle aide Curry à se cacher après ses braquages ainsi qu'à se ravitailler avant de repartir.
En 1900, Della Moore arrête la prostitution et commence à voyager avec Curry, sans projet de braquage à cette époque. Tous deux voyagent dans le Tennessee, où ils rencontrent Ben Kilpatrick et Laura Bullion, d'autres membres de la Wild Bunch. Le 14 octobre 1901, Della Moore est arrêtée à Nashville, dans le Tennessee pour avoir mis en circulation des billets liés à un précédent braquage de Curry. Emprisonnée, elle est finalement acquittée, le 18 juin 1902. Rien ne prouve que Moore et Curry se soient revus après sa libération de prison. 
Pendant l'incarcération de Moore, Kilpatrick et Bullion sont tous deux arrêtés à Knoxville, dans le Tennessee, et un jour après, Curry tue deux policiers de Knoxville pour éviter d'être arrêté à son tour. Plus tard, il sera capturé, mais s'échappera. Della Moore voyage en Arkansas, où elle retourne à la prostitution, et au moment où Curry est tué dans le Colorado par un posse en 1904, Della Moore est retournée au Texas et travaille de nouveau pour un temps pour Fannie Porter dans son bordel. On croit que plus tard elle est devenue professeur, mourant autour de 1926, mais ce n'est pas confirmé. Elle a souvent changé de nom, et on ne sait pas avec certitude le cheminement de sa vie, après sa relation avec Curry. On ne sait pas s'ils se sont jamais mariés.